# Marcos Angeleri
Marcos Alberto Angeleri, mais conhecido como Angeleri (Buenos Aires, 7 de Abril de 1983) é um futebolista argentino. Atua como zagueiro e atualmente defende o Argentinos Juniors.

## Carreira
Foi destaque do Estudiantes de La Plata na Copa Sulamericana de 2008 com o vice-Campeonato perdendo para oInternacional de Porto Alegre.

### Málaga
Em 24 de julho de 2013, foi confirmado como reforço do Málaga CF. Participou de 61 partidas pelo time espanhol, e não marcou nenhum gol.

### San Lorenzo
Em 30 de Janeiro, 2016, deixando o Málaga de Espanha, foi transferido para San Lorenzo de Almagro como um agente livre, assinando um contrato para dois anos. Em 28 de Novembro, 2016, no voo 2933 da Lamia, que levando jornalistas, gerentes e a delegação da Chapecoense para a final da Copa Sul-Americana contra o Atlético Nacional da Colômbia, acabou caindo quando estava prestes a chegar à cidade de Medellin, onde 19 dos 22 jogadores e mais outras 52 pessoas perdem a vida. Muitos especularam que Angeleri poderia ter "evitado" esta tragédia, porque no ultimo minuto do jogo, que estava 0x0, Angeleri ficou de frente pro gol e chutou , quando o goleiro da Chape, Danilo, fez uma defesa milagrosa, classificando a equipe brasileira para a final, e 6 dias depois sofreria o terrível acidente.
Foi o protagonista da eliminação do Flamengo na Libertadores de 2017, marcando o gol da vitória e da classificação do Ciclón.